# Front pour la restauration de l’unité et la démocratie
Die Front pour la restauration de l’unité et la démocratie (FRUD, Front für die Wiederherstellung der Einheit und die Demokratie, arabisch الجبهة من أجل استعادة الوحدة والديمقراطية) ist eine politische Partei in Dschibuti.
Es unterstützt die Interessen des Afar-Volkes, deren Angehörige vorrangig in Dschibuti leben und knapp die Minderheit der Bevölkerung stellen. Allerdings hat die Partei auch Unterstützer, welche außerhalb des Landes residieren.
Die Partei wurde 1991 gegründet und kämpfte während des Bürgerkrieg in Dschibuti gegen die Regierung unter der Union pour la majorité présidentielle (UMP). Seit dem Ende des Bürgerkrieges ist die FRUD wieder eine legale Oppositionspartei.